# Джерело № 3 (урочище «Луги»)
Джерело № 3 — гідрологічна пам'ятка природи місцевого значення. Об'єкт розташований на території Рахівського району Закарпатської області, ДП «Рахівське ЛДГ», урочище «Луги», Біло-Тисянське лісництво, квартал 16, виділ 21.
Площа — 0,5 га, статус отриманий у 1984 році.